# Homo faber (Anthropologie)
Der Begriff Homō faber (lat., ‚der schaffende Mensch‘ oder ‚der Mensch als Handwerker‘) wird in der philosophischen Anthropologie benutzt, um den modernen Menschen von älteren Menschheitsepochen durch seine Eigenschaft als aktiver Veränderer seiner Umwelt abzugrenzen.
Verwendung findet diese Bezeichnung 1928 bei Max Scheler in der Schrift Die Stellung des Menschen im Kosmos. Scheler wollte damit die Anthropologie bezeichnen, die von den Evolutionisten der Darwin- und Lamarck-Schule vertreten wurde. Demnach bezeichnet homo faber einen Menschen, der sich nicht wesentlich vom Tier unterscheidet – sofern man dem Tier Intelligenz zubilligt –, sondern der nur eine ausgeprägtere (praktische) Intelligenz und damit ein höheres handwerkliches Geschick aufweist. Hannah Arendt stellte dem homo faber 1958 in ihrem philosophischen Hauptwerk Vita activa oder Vom tätigen Leben das „Animal laborans“ (‚das arbeitende Tier‘) gegenüber, dessen Dasein sich auf das Arbeiten zur Existenzsicherung reduziert. Während in der Entwicklungsstufe des Animal laborans das schöne Leben das höchste und einzig relevante Gut ist und von Menschen hergestellte Produkte auf ihren praktischen Nutzen reduziert werden, wertet der Homo faber menschliche Werke als für sich stehend wertvoll.
Eine eng verwandte Unterscheidung ist die zwischen dem Viator mundi, einem Pilger oder Reisenden durch die Welt, der als charakteristisch für das Mittelalter gesehen wird, und dem mit der Renaissance entstehenden Faber mundi, einem Schaffer oder Herrscher der Welt.